# Sofia Drake
Sofia Drake, född 1662, död 16 september 1741 på Salshult, var en svensk adelsdam och godsägare. Drake blev i sin makes frånvaro en skicklig affärsman och drev familjens gods Salshult i Stenberga socken i Småland med framgång.

## Biografi
Sofia Drake var dotter till överste Johan Christersson Drake och Margareta Klingspor. Fadern adlades 1646. Hon gifte sig 22 oktober 1689 med överstelöjtnant Jon Stålhammar (1659-1708). Hon behöll sitt eget efternamn efter giftermålet, något som under denna tid fortfarande var vanligt. Hon fick sju barn mellan 1690 och 1701. Från 1696 och framåt levde familjen på Salshult. 
Den 7 juni 1700 lämnade maken Sverige för att tjänstgöra i fält under stora nordiska kriget. Paret såg bara varandra en enda gång efter detta; 1702, när Stålhammar var i Sverige med uppgift att samla proviant. I stället upprätthöll de kontakten via brev. Parets brevväxling är känd och tyder på äkta känslor mellan paret. Den handlar om sådant som att maken försäkrar att han är trogen, och att barnen bör uppmuntras till utbildning och inte till att bli soldater.   
Under makens frånvaro fick Sofia Drake ansvaret för familjens gårdar. I likhet med många andra kvinnor fick hon som makens ombud sköta familjens affärer: hon inkasserade hans lån och förtjänsten på hans avyttringar, utvidgade godset genom inköp av nya gårdar på hans råd, och övervakade barnens undervisning genom samråd med honom. Hon beskrivs som en framgångsrik godsägare som skötte Salshult väl och utökade egendomen genom ytterligare markköp. 
Efter makens död 1708 fortsatte hon att sköta familjens affärer. År 1726 ingrep hon till förmån för sin makes brorsdotter Ulrika Eleonora Stålhammar, som hade avslöjats efter att ha klätt ut sig till man, tjänat som soldat och gift sig med en kvinna, något som under denna tid var allvarliga brott: Stålhammar bad henne om hjälp efter att ha blivit avslöjad, och Drake sände henne till släktingar i Värmland, där hon fick vänja sig vid att leva i kvinnokläder igen, innan hon reste till Danmark, och därifrån lämnade in en formell ansökan om utredning. År 1729 ingrep Drake när Stålhammar ställdes inför rätta, och som efter Drakes intervention undslapp ett hårdare straff än en månads fängelse. Det var också hos Drake som Stålhammars hustru, Maria Lönman, fick tjänst som hushållerska.

## Eftermäle
Berömda är Jon Stålhammars brev till sin hustrun. Sofia Drake af Torp och Hamra är förebilden för frun i Carl Snoilskys dikt Frun på Salshult. Carl Snoilsky skriver i ett brev till majoren Carl Adam Stålhammar daterat Kungliga Biblioteket 19 mars 1897 bland annat 
| ” | Jag tänker att Herr majoren sett en af tidningarna i dessa dagar återgifven dikt, kallad "Frun på Salshult", hvari jag försökt tolka de känslor och stämningar som läsningen af de vördnadsvärda gamla brefven hos mig framkallat. | „ |